# Campeonato Japonês de Patinação Artística no Gelo de 2007–08
O Campeonato Japonês de Patinação Artística no Gelo de 2007–08 foi a septuagésima sexta edição do Campeonato Japonês de Patinação Artística no Gelo, um evento anual de patinação artística no gelo onde os patinadores artísticos competem pelo título de campeão japonês.  A competição foi disputada entre os dias 26 de dezembro e 28 de dezembro de 2007, na cidade de Kadoma.

## Eventos
- Individual masculino
- Individual feminino
- Dança no gelo

## Medalhistas
| Evento                        | Ouro                  | Prata                   | Bronze                  |
| Individual masculino detalhes | Daisuke Takahashi     | Takahiko Kozuka         | Yasuharu Nanri          |
| Individual feminino detalhes  | Mao Asada             | Miki Ando               | Yukari Nakano           |
| Dança no gelo detalhes        | Cathy Reed Chris Reed | nenhum outro competidor | nenhum outro competidor |

## Resultados

### Individual masculino
| Pos.                                                  | Nome               | Pontos | PC         | PL          |
| ----------------------------------------------------- | ------------------ | ------ | ---------- | ----------- |
| Medalha de ouro                                       | Daisuke Takahashi  | 254.58 | 85.43 (1)  | 169.15 (1)  |
| Medalha de prata                                      | Takahiko Kozuka    | 219.34 | 72.70 (2)  | 146.64 (2)  |
| Medalha de bronze                                     | Yasuharu Nanri     | 199.81 | 68.30 (4)  | 131.51 (3)  |
| 4                                                     | Kensuke Nakaniwa   | 198.94 | 71.30 (3)  | 127.64 (4)  |
| 5                                                     | Takahito Mura      | 188.80 | 67.35 (5)  | 121.45 (6)  |
| 6                                                     | Hideo Umetani      | 181.36 | 57.99 (6)  | 123.37 (5)  |
| 7                                                     | Yukihiro Yoshida   | 168.03 | 52.15 (10) | 115.88 (8)  |
| 8                                                     | Ryo Shibata        | 167.93 | 50.00 (11) | 117.93 (7)  |
| 9                                                     | Hirokazu Kobayashi | 164.95 | 56.55 (8)  | 108.40 (9)  |
| 10                                                    | Akio Sasaki        | 159.52 | 54.50 (9)  | 105.02 (10) |
| 11                                                    | Tatsuya Kitagaki   | 154.14 | 57.71 (7)  | 96.43 (12)  |
| 12                                                    | Takemochi Ohgami   | 148.55 | 46.79 (14) | 101.76 (11) |
| 13                                                    | Naofumi Torii      | 136.72 | 41.92 (18) | 94.80 (13)  |
| 14                                                    | Hayato Odajima     | 135.49 | 48.89 (12) | 86.60 (15)  |
| 15                                                    | Junki Sano         | 135.33 | 48.09 (13) | 87.24 (14)  |
| 16                                                    | Ken Tanabe         | 132.51 | 46.61 (15) | 85.90 (16)  |
| 17                                                    | Takumi Suenaga     | 131.62 | 46.08 (16) | 85.54 (17)  |
| 18                                                    | Toru Kimura        | 120.96 | 41.49 (19) | 79.47 (18)  |
| 19                                                    | Hikaru Sato        | 119.00 | 42.69 (17) | 76.31 (19)  |
| 20                                                    | Tatsuya Ishii      | 107.82 | 35.62 (22) | 72.20 (20)  |
| 21                                                    | Mizuki Honda       | 103.21 | 37.34 (20) | 65.87 (21)  |
| 22                                                    | Teruki Nagano      | 98.61  | 36.44 (21) | 62.17 (22)  |
| 23                                                    | Taketo Omae        | 82.55  | 34.02 (23) | 48.53 (23)  |
| 24                                                    | Gento Yamanaka     | 73.76  | 26.41 (24) | 47.35 (24)  |
| Não avançaram para a patinação livre / programa longo |                    |        |            |             |
| WD                                                    | Nobunari Oda       | —      | — (WD)     |             |

### Individual feminino
| Pos.                                                  | Nome             | Pontos | PC         | PL         |
| ----------------------------------------------------- | ---------------- | ------ | ---------- | ---------- |
| Medalha de ouro                                       | Mao Asada        | 205.33 | 72.92 (1)  | 132.41 (2) |
| Medalha de prata                                      | Miki Ando        | 204.18 | 68.68 (2)  | 135.50 (1) |
| Medalha de bronze                                     | Yukari Nakano    | 184.31 | 61.16 (4)  | 123.15 (3) |
| 4                                                     | Fumie Suguri     | 161.79 | 63.50 (3)  | 98.29 (6)  |
| 5                                                     | Akiko Suzuki     | 159.93 | 58.66 (5)  | 101.27 (5) |
| 6                                                     | Nana Takeda      | 157.97 | 49.34 (9)  | 108.63 (4) |
| 7                                                     | Yukina Ohta      | 142.96 | 50.84 (7)  | 92.12 (8)  |
| 8                                                     | Shoko Ishikawa   | 142.57 | 50.10 (8)  | 92.47 (7)  |
| 9                                                     | Aki Sawada       | 138.91 | 48.70 (11) | 90.21 (10) |
| 10                                                    | Yuki Nishino     | 137.51 | 48.94 (10) | 88.57 (11) |
| 11                                                    | Rumi Suizu       | 136.27 | 53.82 (6)  | 82.45 (13) |
| 12                                                    | Mai Asada        | 135.55 | 43.92 (17) | 91.63 (9)  |
| 13                                                    | Sayaka Yodo      | 134.27 | 47.48 (12) | 86.79 (12) |
| 14                                                    | Emi Hirai        | 126.78 | 44.40 (16) | 82.38 (14) |
| 15                                                    | Nagisa Hayashi   | 126.22 | 46.60 (13) | 79.62 (16) |
| 16                                                    | Ayumi Miyamoto   | 126.14 | 45.00 (15) | 81.14 (15) |
| 17                                                    | Ayako Hagiwara   | 116.59 | 45.56 (14) | 71.03 (19) |
| 18                                                    | Eri Seto         | 115.23 | 38.82 (22) | 76.41 (17) |
| 19                                                    | Asako Yodo       | 111.88 | 40.78 (18) | 71.10 (18) |
| 20                                                    | Misaki Ohara     | 106.10 | 38.66 (23) | 67.44 (20) |
| 21                                                    | Miki Sone        | 99.61  | 38.14 (24) | 61.47 (21) |
| 22                                                    | Risa Mochizuki   | 97.67  | 39.04 (21) | 58.63 (22) |
| 23                                                    | Yurina Nagata    | 97.04  | 40.10 (19) | 56.94 (23) |
| 24                                                    | Asami Nagumo     | 94.76  | 39.92 (20) | 54.84 (24) |
| Não avançaram para a patinação livre / programa longo |                  |        |            |            |
| 25                                                    | Hinako Kikuchi   | —      | 37.12 (25) |            |
| 26                                                    | Sachie Yamaguchi | —      | 35.74 (26) |            |
| 27                                                    | Yuko Iwaki       | —      | 35.30 (27) |            |
| 28                                                    | Ami Kobayashi    | —      | 34.72 (28) |            |
| 29                                                    | Mira Nanri       | —      | 32.48 (29) |            |
| 30                                                    | Haruka Miki      | —      | 30.10 (30) |            |

### Dança no gelo
| Pos.            | Nome                    | Pontos | PC        | PL        |
| --------------- | ----------------------- | ------ | --------- | --------- |
| Medalha de ouro | Cathy Reed / Chris Reed | 166.41 | 30.13 (1) | 51.22 (1) |